# Dendrobeania murmanica
Dendrobeania murmanica är en mossdjursart som beskrevs av Arnold Girard Kluge 1955. Dendrobeania murmanica ingår i släktet Dendrobeania och familjen Bugulidae.

## Underarter
Arten delas in i följande underarter:
- D. m. cookae
- D. m. rylandi